# 加納梨衣
加納 梨衣（かのう りえ、1984年2月1日 - ）は、日本の漫画家。富山県出身。東京都在住。

## 概要
- 2008年、「月刊アフタヌーン」主催の漫画新人賞「アフタヌーン四季賞において2008年秋に『星の国』が「四季賞」を受賞。
- 2009年、『アフタヌーン四季賞』（2009年・夏）にて『賃貸一軒家』が「審査員特別賞」である谷口ジロー賞受賞。
- 2013年、『漫画アクション』にて『スターライトウーマン』連載。
- 2016年、『週刊ビッグコミックスピリッツ』37・38合併号より『スローモーションをもう一度』の連載開始[1]。2018年5月21日発売25号に最終話掲載[2]。
- 2020年、『週刊ビッグコミックスピリッツ』8号より『機動戦士ガンダム バンディエラ』[3]を連載開始。

## 作品リスト
- スターライトウーマン（『漫画アクション』2013年19号 - 2014年10号、全2巻）
- 夏と犬（『月刊!スピリッツ』 2014年2月号）
- スローモーションをもう一度（『ビッグコミックスピリッツ』2016年37・38合併号 - 2018年25号、全7巻）
- カノジョは今日もかたづかない（『FEEL YOUNG』2019年9月号 - 2023年12月号[4]、全6巻）
- 機動戦士ガンダム バンディエラ（『ビッグコミックスピリッツ』2020年8号 - 2022年16号、全6巻）
- ペンギンの死（『ビッグコミックスペリオール』2024年16号[5]）
- 杏里のラベンダー（『FEEL YOUNG』2025年2月号[6]）